# Бурабай (Восточно-Казахстанская область)
Бурабай (каз. Бурабай) — село в Куршимском районе Восточно-Казахстанской области Казахстана. Административный центр Абайского сельского округа. Находится примерно в 40 км к востоку от районного центра, села Куршим. Код КАТО — 635233100.

## Население
В 1999 году население села составляло 848 человек (441 мужчина и 407 женщин). По данным переписи 2009 года, в селе проживал 461 человек (244 мужчины и 217 женщин).